# Abdoulmoumoni Garba
Abdoulmoumoni Garba (ur. 1 maja 1977 w Niamey) – nigerski piłkarz występujący na pozycji pomocnika, reprezentant Nigru.

## Kariera klubowa
Abdoulmoumoni Garba nosił przydomek boiskowy Careca, który przyjął na cześć brazylijskiego piłkarza Careki. W sezonie 1996 z klubem Sahel SC wywalczył mistrzostwo Nigru. W styczniu 1997 roku podpisał kontrakt z Hutnikiem Kraków. 8 marca 1997 zadebiutował w I lidze w meczu przeciwko Sokołowi Tychy, zremisowanym 0:0. Po sezonie 1996/97, w którym zaliczył 7 występów, spadł z Hutnikiem do II ligi. W sezonie 1997/98 rozegrał 29 spotkań, w których zdobył 9 bramek. Latem 1998 roku przeniósł się do występującego na tym samym poziomie rozgrywkowym Wawelu Kraków, gdzie w 12 meczach strzelił 1 gola. Od 1999 roku kontynuował karierę w rodzimych klubach.

## Kariera reprezentacyjna
12 maja 1996 zanotował jedyny występ w reprezentacji Nigru w meczu przeciwko Burkina Faso w Wagadugu, zremisowanym 0:0.

## Sukcesy
Sahel SC
- mistrzostwo Nigru: 1996